# Lista portów lotniczych w Armenii
Lista portów lotniczych w Armenii, podzielona pod względem lokalizacji.
| Miasto     | ICAO | IATA | Port lotniczy                |
| ---------- | ---- | ---- | ---------------------------- |
| Berd       |      |      | Port lotniczy Berd           |
| Dżermuk    | UGEJ |      | Port lotniczy Dżermuk        |
| Gawar      |      |      | Port lotniczy Gawar          |
| Goris      |      |      | Port lotniczy Goris          |
| Giumri     | UDSG | LWN  | Port lotniczy Giumri         |
| Hoktember  |      |      | Port lotniczy Hoktember      |
| Kapan      |      |      | Port lotniczy Kapan          |
| Stepanawan | UDLS |      | Port lotniczy Stepanawan     |
| Taszir     | UD19 |      | Port lotniczy Kalinino       |
| Erywań     | UDYZ | EVN  | Port lotniczy Erywań         |
| Erywań     | UDYE |      | Port lotniczy Erebuni        |
| Erywań     |      |      | Port lotniczy Erywań Jegward |